# یواس‌اس آلباتروس (ای‌ام‌اس-۱)
یواس‌اس آلباتروس (ای‌ام‌اس-۱) (به انگلیسی: USS Albatross (AMS-1)) یک کشتی بود که طول آن ۱۳۶ فوت (۴۱ متر) بود. این کشتی در سال ۱۹۴۲ ساخته شد.